# 19955 Голли
19955 Голли (19955 Holly) — астероїд головного поясу, відкритий 28 листопада 1984 року.
Тіссеранів параметр щодо Юпітера — 3,182.
Названо на честь словацького поета і священика Яна Голли (Ján Hollý) (1785-1849).